# Pfarrkirche Böhlerwerk

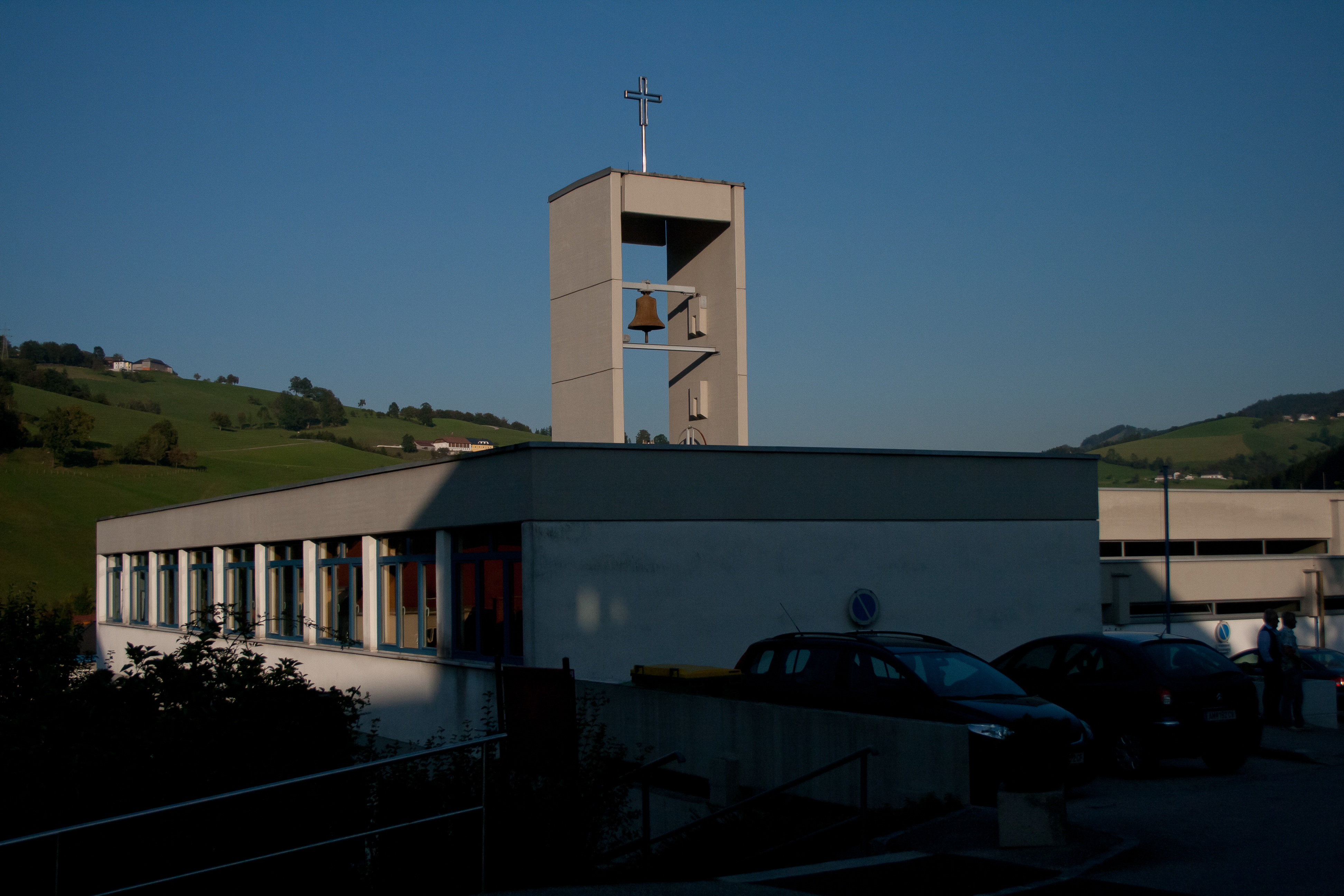
Katholische Pfarrkirche Hl. Familie in Böhlerwerk

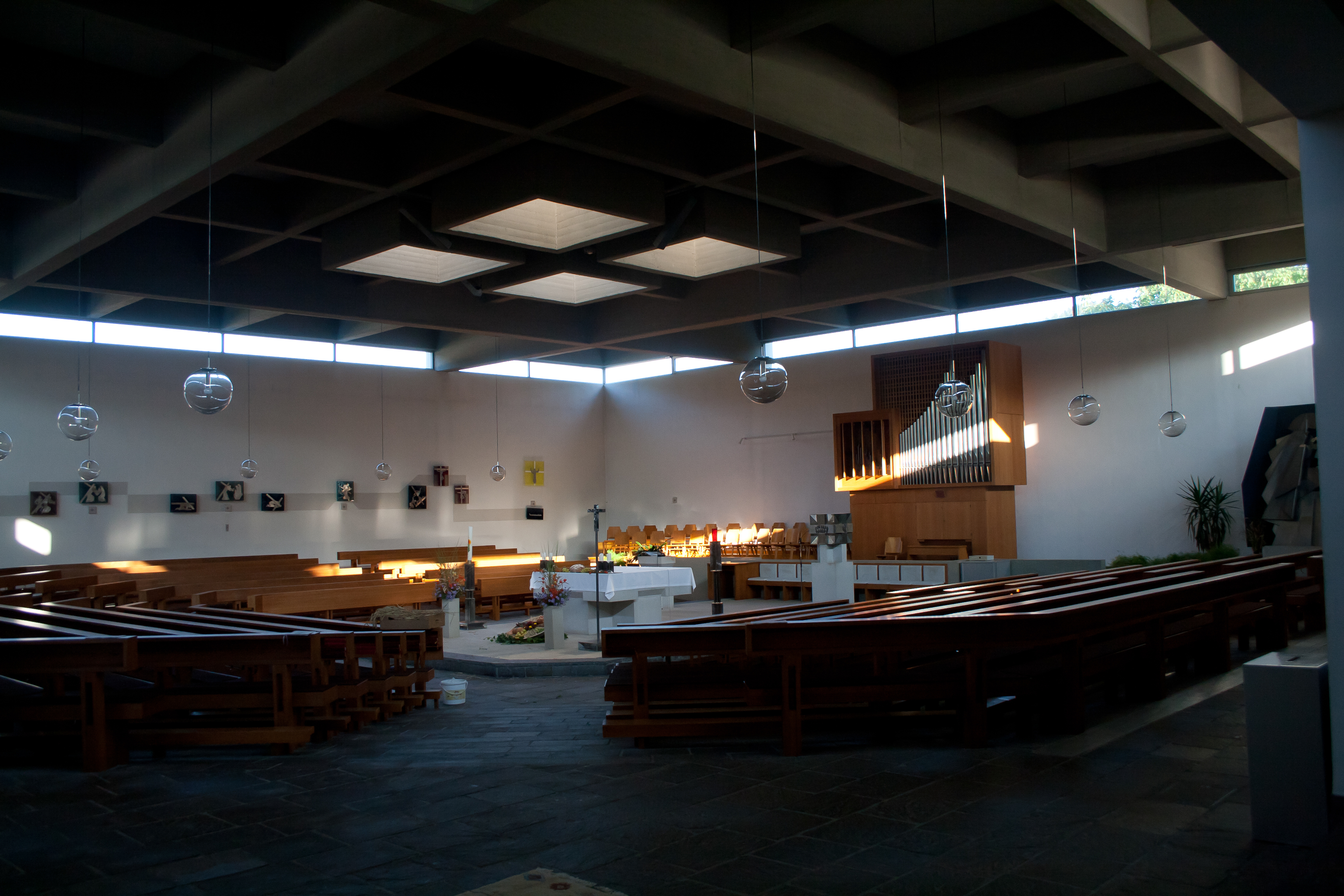
Quadratischer Saalraum mit Betonkassettendecke

Die Pfarrkirche Böhlerwerk steht im Ort Böhlerwerk in der Marktgemeinde Sonntagberg im Bezirk Amstetten in Niederösterreich. Die dem Patrozinium Heilige Familie unterstellte römisch-katholische Pfarrkirche gehört zum Dekanat Waidhofen an der Ybbs in der Diözese St. Pölten.  Die Kirche steht unter Denkmalschutz (Listeneintrag).

## Geschichte
Die Vorgängerkirche als sogenannte Stahlkirche wurde 1912 erbaut. Der Neubau wurde 1972 nach den Plänen des Architekten Rainer Bergmann mit dem Baumeister Richard Wawrowetz erbaut.

## Architektur
Die kubische Betonbautengruppe mit einem westlichen Glockenturm hat einen zentralisierenden quadratischen Saalraum mit einer Betonkassettendecke.

## Ausstattung
Die Figurengruppen Heilige Familie, der Tabernakel, die Kreuzwegreliefs wurden aus Stahlblech vom Bildhauer Josef Schagerl geschaffen. Die Orgel aus 1974 stammt von Johann Pirchner/Stainach am Brenner.